# Чанак, Максим
Максим Чанак (1 октября 1886, Австрийская империя — 3 апреля 1918, Екатеринослав) — военный и политический руководитель югославского происхождения во время Октябрьской революции.

## Биография
Как австрийский военнопленный оказался в России, где в 1916 году вступил в 1-ю сербскую добровольческую дивизию и в её первой бригаде стал членом нелегальной революционной организации. Один из основателей Югославского революционного союза, председатель Центрального исполнительного комитета.
На конгрессе Югославского революционного союза в январе 1918 года боролся за продолжение участия своих югославов в Октябрьской революции. Был комендантом и потом политический комиссаром Югославского революционного отряда, которая была в составе Красной Армии, боролся против контрреволюционных сил возле Знаменки, Одессы, Курска и т. д.
3 апреля защищал мост через Днепр возле Екатеринослава, когда напали немцы. В бою погибло 50 членов отряда, а Чанак, будучи тяжело ранен, прыгнул в заледенелый Днепр, чтобы не попасть в руки неприятелю.